# Legislació espanyola
Les lleis espanyoles es caracteritzen, tal com explica la Constitució espanyola de 1978, per:
- Emanar d'una majoria d'un parlament (siguen les Corts Generals o siga una Assemblea legislativa autonòmica) o d'un poder executiu.
- Té una posició rellevant en l'ordenament jurídic espanyol actual.
- Pot ser modificada o derogada per altres lleis i pot modificar o derogar normes de rang inferior (els reglaments).
- Estan subordinades a la Constitució.
- Els efectes de la llei són generals (principi d'igualtat).

La producció de lleis està limitada pels requisits procedimentals establerts a la Constitució, els Reglaments Parlamentaris i altres normes. Si el legislador s'extralimita, actuen els mecanismes de defensa de la Constitució.

## Desenvolupament històric
Muñoz Machado (1985, p. 216) comentà que tal com estava organitzada l'administració dificultava que no es previngueren la creació de lleis inaplicables. Aquesta condició consisteix en la falta de mitjans de la pròpia administració central d'avaluar si la llei que emana d'aquesta és inaplicable per les administracions distintes (les autonòmiques). Per a solucionar-ho, l'autor proposa que " perquè un sistema de repartiment de competències [...], que confia el poder de legislar i el poder d'executar a instàncies polítiques distintes, funcione, cal que l'organització de les administracions públiques estiga disposada de manera que la infraestructura burocràtica disponible estiga, en la seua major part, situada precisament baix la dependència de les instàncies executroes, és a dir, de les Comunitats Autònomes".

## Classificació
Tipus de lleis:
Segons la seua tramitació:
- Llei orgànica: Requereix una majoria absoluta (176 vots) al Congrés dels Diputats per a la seua aprovació total.[5] És possible que una llei orgànica no ho siga totalment, establint quins articles són de caràcter ordinari.[4]
- Llei ordinària, que és d'un dels dos subtipus:[4]
  - Llei de Ple: Per a la seua elaboració passa pel Ple, després per la Comissió i per la fase de Ponència per les dos cambres (Congrés i Senat).
  - Llei de Comissió: La seua elaboració la fa solament la Comissió Legislativa Permanent que li correspon sense passar pel Ple.

Segons la seua procedència:
- Llei parlamentària: que poden provenir de les Corts Generals o de les Assemblees legislatives autonòmiques.
- Llei del govern, malgrat que no són considerades estrictament com a lleis. Poden ser: Decret-llei o Decrets legislatius.

Segons la matèria que regulen:
- Llei de Pressupostos Generals de l'Estat
- Llei Marc
- Llei de transferències
- Llei de delegació
- Llei d'harmonització

## Legislació autonòmica
Les lleis de les Comunitats Autònomes poden regular, segons la Constitució espanyola de 1978, totes o algunes de les matèries llistades a l'article 148, totes o alguna de les matèries no llistades a l'article 149 i totes o alguna de les matèries que l'article 149 solament atribueix a l'estat la competència de fixar la legislació bàsica o les bases.
Quan hi ha un conflicte entre una llei autonòmica i una estatal hi ha conflicte de criteris entre el Tribunal Constitucional i el Contenciós-administrativa.